# Utajärvi
Utajärvi – gmina i wieś w Finlandii, położona w północnej części kraju, należąca do regionu Pohjois-Pohjanmaa.

## Historia
Początek osadnictwa na tym terenie obserwujemy już we wczesnej epoce kamienia. Prawdopodobnie pierwszymi osadnikami były plemiona lapońskie poszukujące korzystniejszych w zimie terenów łowieckich. Ich osadnictwo w tym rejonie z upływem czasu stawała się osiadłe ze względu na liczne i bogate w zwierzynę lasy i obfite w ryby jeziora i rzeki. Z okresu średniowiecza nie posiadamy żadnych źródeł pisanych. Z danych archeologicznych wiemy, iż teren ten był zamieszkiwany pod koniec XV wieku wyłącznie przez Finów.
Od roku 1610 Utajärvi rozpoczyna być widoczna w źródłach (budowa kaplicy w Muhos)  W 1766 z inicjatywy mieszkańców zostaje założona lokalna kaplica filialna parafii w Muhos. Od roku 1886 samodzielna parafia. Stacja kolejowa Utajärvi 1918 rok; droga utwardzona do Muhos (Oulu) 1927 w kierunku przeciwnym do Vaala (Kajaani) dwa lata później. Pierwsza i druga wojna światowa omija miejscowość. Po Wojnie wieś rozbudowuje się w małe miasteczko (w 1952 roku 8627 mieszkańców). Powstają elektrownie wodne: Utasen  w 1956 oraz 1957 roku.
W latach następnych obserwujemy masową emigrację, powodowaną ciężkimi warunkami polowymi i niskim zyskiem. Obecnie w Utajärvi mieszka ok. 3000 osób.

## Geografia i położenie
55 km na południowy wschód od Oulu, 100 km na zachód od Kajaani. Na skrzyżowaniu drogi krajowej nr 22 (Oulu-Kajaani) oraz drogi nr 837 relacji Utajärvi-Poulanka-granica rosyjska. Przy linii kolejowej Oulu-Kajaani-Kuopio. 70 km na południowy zachód od najbliższego lotniska Oulu
Nad rzeką Kiiminkijoki.15 km na północny zachód od jeziora Oulujärvi. W otoczeniu licznych jezior (największe Ahmasjärvi oraz Utajärvi) oraz kanałów wodnych wspomagających prace pobliskiej elektrowni wodnej.
Geologicznie gmina położona jest na dwóch typach skał. Na północ od rzeki Kiiminkijoki dominują twory granitowe; nad samą rzeką wapienie. Na południe od rzeki spotykamy raczej piaskowce. Typ podłoża determinuje odmianę gleby. Na północ od rzeki obserwujemy bagniste tereny oraz gleby ilaste i gliny. Na południowym brzegu rzeki, aż po Rokua, dominują piaski, w tym często obserwowane piaski lotne oraz wydmy i twory pustynne.

## Gospodarka
Trzon lokalnej gospodarki stanowi rolnictwo w tym hodowla. Obecnie zauważa się zmniejszenie się upraw i hodowli do stanu poniżej 50% wielkości lokalnej gospodarki. Obecnie sektor usług turystycznych jest uważany za drugi pod względem przynoszenia dochodu. Do innych sektorów prowadzonej gospodarki należą: przemysł drzewny, energetyczny oraz produkcja i sprzedaż ziół i miodu.

## Atrakcje turystyczne
Niewątpliwie największym skarbem gminy jest przyroda. Miejscowości Utajärvi, Muhos oraz Vaala tworzą konsorcjum gminne sprawujące opiekę i nadzór nad Parkiem Narodowym Rokua oddalonym od centrum Utajärvi o 15 km. W samym Utajärvi powstają liczne inicjatywy reklamujące park Rokua (edukacyjne parki skalne). W gminie Utajärvi znajduje się ponad 150 km dobrze oznaczonych tras do uprawiania narciarstwa biegowego w tym 20 km oświetlonych. Liczne wyznaczone trasy do uprawiania kolarstwa, jeździectwa oraz jazdy na quadach oraz skuterach śnieżnych. Liczne publiczne i prywatne kąpieliska, sieć okolicznych jezior połączona kanałami, bądź pochylniami.
Nieopodal jezioro Oulujärvi. Piąte powierzchniowo jezioro Finlandii. Przepiękny zbiornik do uprawiania kajakarstwa, żeglarstwa, połowu ryb. Obfity rejon łowiecki na lokalne ptactwo. Drewniany kościół w stylu szwedzko-botnickim z XVIII wieku. Przy kościele cmentarz wojskowy z czasów Wojny Zimowej i Wojny Kontynuacyjnej oraz małe lokalne muzeum poświęcone wsi i kościołowi.

## Instytucje
Gmina Utajärvi  jest właścicielem większości przedsięwzięć na tym obszarze. Do najważniejszych należą:
- zespół szkół (szkoła podstawowa oraz gimnazjum)
- przedszkole
- biblioteka
- ochotnicza straż pożarna
- hala do gry w hokeja i zespół boisk sportowych
- sala gimnastyczna wraz z centrum kultury
- przychodnia lekarska
- ośrodek dla osób starszych
- ciepłownia
- wodociągi
- elektrownia wodna

## Inne ważne miejsca
- poczta
- bank
- apteka
- stacja kolejowa Utajärvi
- młyn
- kościół wraz z cmentarzem poległych podczas II wojny światowej